# Al Singer
Al Singer est un boxeur américain né le 6 septembre 1909 à New York et mort le 20 avril 1961.

## Carrière
Il devient champion du monde des poids légers le 17 juillet 1930 en battant par KO au 1er round Sammy Mandell mais perd son titre dès le combat suivant face à Tony Canzoneri le 14 novembre 1930. Il met un terme à sa carrière en 1935 sur un bilan de 62 victoires, 9 défaites et 2 matchs nuls.